# 베를린 베스트크로이츠역
베를린 베스트크로이츠역(Bahnhof Berlin Westkreuz)은 베를린 샤를로텐부르크빌머스도르프구에 위치한 베를린 S반의 철도역이다. 샤를로텐부르크와 할렌제 양쪽에 걸쳐 있다. 베를린 오스트크로이츠역과 더불어 베를린 순환선과 베를린 도심선의 환승역이기도 하다.
이 역에서는 총 5개의 방향으로 S반 노선이 진행한다. 베를린 블랑켄하임선은 반제 및 포츠담 중앙역 방면, 슈판다우 근교선은 올림피아슈타디온 및 슈판다우 방면, 베를린 순환선은 베스트엔트 및 할렌제 방면, 베를린 도심선은 동쪽으로 도심으로 진입한다.
DB Netz에서 지정한 대도시역이다.

## 승강장
순환선 역은 상층, 도심선 역은 하층에 위치해 있다.

### 순환선
역 서쪽에서 동쪽으로의 승강장이다.
| 12 | S42 · S46 | 할렌제 방면 반시계방향 순환        |
| 11 | S41 · S46 | 메세 노르트/ZOB 방면 시계방향 순환 |

### 도심선
역 북쪽에서 남쪽으로의 승강장이다.
| 1 | S3 · S7 · S9 | 반제 · 포츠담 중앙역 · 슈판다우 방면 |  |
| 2 | S5           | 당역 종착                            |  |
| 3 | S5           | 슈트라우스베르크 노르트 방면         |  |
| 4 | S3 · S7 · S9 | 에르크너 · 아렌스펠데 · BER 방면     |  |

## 인접 정차역
베를린 버스 143번이 단방향으로 정차한다.
| 베를린 S반                      | 베를린 S반 | 베를린 S반                                  |
| ------------------------------- | ---------- | ------------------------------------------- |
| 할렌제 반시계방향 순환          | S41 · S42  | 메세 노르트/ZOB 시계방향 순환               |
| 메세 노르트/ZOB 베스트엔트 방면 | S46        | 할렌제 쾨니히스 부스터하우젠 방면           |
| 메세 쥐트 슈판다우 방면         | S3         | 샤를로텐부르크 에르크너 방면                |
| 시·종착역                       | S5         | 샤를로텐부르크 슈트라우스베르크 노르트 방면 |
| 그루네발트 포츠담 방면          | S7         | 샤를로텐부르크 아렌스펠데 방면              |
| 메세 쥐트 슈판다우 방면         | S9         | 샤를로텐부르크 BER 공항 방면                |